# Nakagawa Seibē
Nakagawa Seibē (japanisch 中川 清兵衛; * 15. Januar 1848 in Yoita, Provinz Echigo (heute: Präfektur Niigata), Japan; † 2. April 1916 in Nagoya) war ein japanischer Bierbrauer. Nach seiner Ausbildung in Deutschland wurde er 1876 Braumeister der ersten japanischen Brauerei auf Hokkaidō, aus der die heutige Sapporo Bier AG (Sapporo Bīru kabushiki-gaisha) hervorging.

## Leben
Nakagawa Seibē entstammte einer Kaufmannsfamilie aus Yoita in der Präfektur Niigata. Im Alter von 18 Jahren reiste er privat nach Europa. 1872 kam er aus England über Bremerhaven nach Berlin. Hier lernte er Aoki Shūzō, den späteren japanischen Außenminister kennen, der zu dieser Zeit Student in Berlin war. Aoki griff ihm finanziell unter die Arme und riet ihm, sich zum Bierbrauer ausbilden zu lassen. Er erreichte auch, dass die japanische Regierung die Kosten der Ausbildung übernahm. Die Berliner Brauerei-Gesellschaft Tivoli schickte Nakagawa 1873 in ihre Zweigniederlassung nach Fürstenwalde, wo er innerhalb von 26 Monaten das Handwerk des Mälzens und Brauens erlernte. Am 1. Mai 1875 wurde ihm sein Meisterbrief ausgehändigt. Anschließend kehrte Nakagawa nach Japan zurück. Aoki, der inzwischen offizieller japanischer Gesandter in Deutschland war, schickte ein Empfehlungsschreiben an das Kaitakushi (開拓使), die staatliche Erschließungsbehörde für Hokkaidō.
Japan hatte 1869 das Kaitakushi gegründet, um die Erschließung und Kolonisierung der Insel Hokkaidō voranzutreiben. Die Behörde beschäftigte zahlreiche westliche Spezialisten. Louis Böhmer, ein nach Amerika ausgewanderter Gartenbauexperte aus Lüneburg hatte zahlreiche Kulturpflanzen, die im Klima Hokkaidōs gedeihen konnten, nach Japan eingeführt, darunter auch Gerste. Als auf der Insel wilder Hopfen gefunden wurde, entstand die Idee, das Braugewerbe zu etablieren. Nakagawa wurde am 24. August 1875 als Bierbrauer vom Kaitakushi eingestellt, um die Pläne für die Errichtung der ersten japanischen Brauerei auszuarbeiten. Er stellte eine Liste der zu beschaffenden Ausrüstung und Rohstoffe für eine jährliche Produktion von 72 Koku (etwa 130.000 Liter) Bier zusammen. Im September 1876 wurde die Brauerei in Sapporo feierlich eröffnet. Es zeigte sich aber bald, dass die Menge und Qualität der einheimischen Gerste unzureichend waren, sodass Ersatz aus Deutschland geordert werden musste. Im Mai 1877 stellte Kawabata das erste Bier fertig, das den Namen Sapporo-Bier erhielt. Während der Satsuma-Rebellion wurden die kaiserlichen Truppen damit versorgt. Bald wurde es auch nach Tokio geliefert und erfreute sich einer wachsenden Nachfrage. 1882 wurde das Kaitakushi aufgelöst. Die Brauerei wurde 1886 privatisiert und wechselte im Dezember 1887 erneut den Besitzer. Sie nannte sich jetzt Sapporo-Brauerei und wurde die Keimzelle der heutigen Sapporo Bier Aktiengesellschaft.
Nakagawa schied 1891 aus dem Unternehmen aus und ließ sich in der Hafenstadt Otaru etwa 30 km westlich von Sapporo nieder, wo er bis 1898 einen Gasthof betrieb. Danach lebte er bei seinem ältesten Sohn Makoto in Nagoya, wo er 1916 starb.